# 愛染夜曲
愛染夜曲（あいぜんやきょく）は、1939年（昭和14年）5月1日に「朝月夕月」とのカップリングとしてコロムビアレコードから発売された松竹映画「続愛染かつら」の主題歌。
「愛染夜曲」作詞は西條八十、作曲は万城目正。歌は霧島昇、ミス・コロムビア。
「朝月夕月」作詞は西条八十、作曲は竹岡信幸。歌はミス・コロムビア。前作「旅の夜風」、「悲しき子守唄」と同じコンビで作られた。

## エピソード
この曲を吹き込む際、霧島昇は満州の北支慰問を行っていたので、会社は松平晃、ミス・コロムビアで行う予定だった。
念のため、松平晃で吹き込みを行うとの電報を霧島昇に打ったところ、霧島は慰問を中止し、青島から軍の飛行機に便乗し帰京、そして吹き込みに間に合わせたという話が残っている。